# Neoseiulus lamticus
Neoseiulus lamticus är en spindeldjursart som först beskrevs av Athias-Henriot 1977.  Neoseiulus lamticus ingår i släktet Neoseiulus och familjen Phytoseiidae. Inga underarter finns listade i Catalogue of Life.